# Иллюзия (альбом «Братьев Грим»)
«Иллю́зия» — второй студийный альбом российской группы «Братья Грим», выпущенный 6 июня 2006 года. Альбом записывался в 2005—2006 годы в Москве, Киеве, Хельсинки и Окленде с саунд-продюсером из Англии Фил Виналлом, известным своими работами с группами Placebo, A-Ha, Radiohead.

## Создание альбома
Премьера альбома состоялась по традиции состоялась в день рождения создателей группы Бориса Бурдаева и Константина Бурдаева 6 июня 2006 года в Самаре. На территории Украины альбом издавался на лейбле Moon Records; также в тираже альбома было изменено название под стилизацию на украинском языке «iлюзія». Песня «Доддури» записывалась и программировалась Виталием Телезиным в его киевской студии «211» с 7 по 9 июля 2005 года. Инженерами записи стали Олег Яшник и Игорь Пригоровский. Композиция «Лолита» записывалась в «Тон студии», Мосфильма с 22 по 24 июля 2005 года. Звукорежиссировали песню Сергей Товстолужский и Владимир Овчинников. Наибольшая часть композиций («Орбита», «Дыхание», «Амстердам», «Пчела», «Перепелица», «Молчат микрофоны», «Барбикены») альбома записывалось под руководством английского саунд-продюсера Фила Виналла в студии York Street Studio в Новой Зеландии городе Окленде в период с 31 января по 12 февраля 2006 года. В роли помощника звукорежиссёра стал Джастин Модсли работавший с материалом в студии Seawolf Studio в Финляндии в городе Хельсинки с 26 февраля по 1 марта 2006 года. Звукорежиссированием песен «Кеды», «Разгулялось лето» и «Ветер-зной» занимался Игорь Клименков при участии помощника Шигики. В записи композиции «Ветер-зной» принял участие Российский государственный симфонический оркестр кинематографии. Видеоклип на песню «Пчела» снял финский режиссёр Пете Риске. Дизайном и оформлением альбома занималась Марина Князева.

## Критика
Быть проще — не значит казаться глупее. Отсутствие какой-то элементарной человеческой теплоты и натурализма в творчестве Братьев Грим, несмотря на сочащийся изо всех щелей плюшевый позитив, позволяют усомниться в том, что музыканты сами понимают то, о чем поют и хотя бы изредка наведываются в построенный ими же микромир. Но, если исключить из рассмотрения рок-позиционирование коллектива, и свести братские интеллектуальные напевы к банальной попсе, то все быстро встает на свои места. Мы ведь тоже не Станиславские, чтобы кому-то верить или не верить. При таком подходе лучше просто тупо получать удовольствие от забавных интонаций и не задумываться о содержании песен вообще.
— Александр Мурзак, Звуки.ру

## Список композиций
Слова и музыка всех песен — Борис Бурдаев и Константин Бурдаев.
| №                   | Название            | Длительность |
| ------------------- | ------------------- | ------------ |
| 1.                  | «Орбита»            | 3:37         |
| 2.                  | «Кеды»              | 4:07         |
| 3.                  | «Дыхание»           | 3:32         |
| 4.                  | «Амстердам»         | 4:03         |
| 5.                  | «Разгулялось лето»  | 5:07         |
| 6.                  | «Пчела»             | 3:32         |
| 7.                  | «Перепелица»        | 3:25         |
| 8.                  | «Доддури»           | 2:44         |
| 9.                  | «Молчат микрофоны»  | 4:13         |
| 10.                 | «Барбикены»         | 4:02         |
| 11.                 | «Лолита»            | 4:16         |
| 12.                 | «Ветер-зной»        | 4:53         |
| Общая длительность: | Общая длительность: | 47:31        |

## Участники записи
| Братья Грим - Борис «Грим» Бурдаев — вокал, гитара. - Константин «Грим» Бурдаев — бас-гитара, бэк-вокал. - Максим Малицкий — гитара. - Андрей Тимонин — клавиши. - Денис Попов — барабаны. | Приглашённые музыканты - Российский государственный симфонический оркестр кинематографии под управлением С. И. Скрипки (песня № 12). Технический персонал - Марина Князева — дизайн. - Вадим Гортинский — фотограф. |

## Видеоклипы
- Пчела (2006)
- Дыхание (2006)
- Амстердам (2007)